# بوجان (تویسرکان)
بوجان (تویسرکان)، روستایی از توابع بخش مرکزی شهرستان تویسرکان در استان همدان ایران است. در ابتدای ورود در سه راه بوجان زیارت گاه باباابراهیم در بالای تپه و مقابل روستا دیده می‌شود

## جمعیت
این روستا در دهستان کرزان رود قرار دارد و براساس سرشماری مرکز آمار ایران در سال ۱۳۹۵، جمعیت آن ۲۶۲ نفر (۹۸خانوار) بوده‌است؛ که تا به حال از این جمعیت تعداد زیادی به شهرهای دیگر کوچ کرده‌اند.
این روستا یکی از تولیدکنندگان بزرگ گردو در استان همدان می‌باشد. باغات بزرگ انگور و سیب نیز در این روستا وجود دارد. تقریباً ۸۰ درصد ساکنین این روستا در دهه ۶۰ به شهر قدس واقع در استان تهران کوچ کرده‌اند.

## تاریخچه
این روستا از شش طایفه نجارا، خزلی، گروسی، حق مراد، وعلی وولی تشکیل شده‌است. گمانه زنی‌ها حاکی از ان است که ۹۰درصد اهالی که دارای فامیلی (خزلی) از روستای خزل در نهاوند در سالهای ۱۲۲۰ تا ۱۲۱۰ به این منطقه آمده باشند چرا که این قوم از زمان نادرشاه افشار از سمت همدان و کردستان، در تمامی غرب ایران پخش شدند.
طایفه گروسی نیز در همین سالها از روستای گروس واقع در لرستان به این منطقه کوچ کرده‌اند و همچنین طایفه نجارا جدی بنام محمدیوسف پیشه نجاری داشته و به این دلیل نام نجارا گذاشته شده‌است،اهالی این روستا هم اکنون خود را لر می دانند و به زبان لری سخن می گویند.